# 海洋資源經濟學
《海洋資源經濟學》（Marine Resource Economics）是一份1984年起發行的學術期刊。該期刊每年出版4次，內容涵蓋「全球海洋天然資源的利用」。目前，期刊的主編是杜克大學的Martin D. Smith。據2011年的期刊引證報告指，《海洋資源經濟學》的影響因子為1.083。

## 資料來源
1. ↑  . . Web of Science Science. Thomson Reuters. 2013.

## 外部連結
- 官方网站